# Willem de Roover
Willem de Roover was een fictief persoon, die bij de vervalsing van een oorkonde gecreëerd is om bepaalde historische rechten toe te laten komen aan de vervalser. Volgens de vervalser was Willem de Roover heer van Stakenborg (bij Someren) en Lierop. In 1266 zou hij de molen van Someren aan de priorij te Postel hebben geschonken.
Hij trouwde volgens de vervalste oorkonde met Beatrix van Cuijk, en werd daarmee hoegenaamd heer van Asten. Hun zoon Willem zou later de naam 'van Stakenborg' hebben aangenomen.